# Техрик-е Талибан Таджикистан
Техри́к-е Талиба́н Таджикиста́н (тадж. Таҳрики Толибони Тоҷикистон; перс. طالبان تاجیکستان‎, букв. «Движение талибов Таджикистана») — таджикская деобандийская исламистская вооружённая группировка, действующая вдоль Таджикско-афганской границы. Она была образована в 2022 году в Бадахшане, Афганистан, Мухаммадом Шариповым.

## Образование
ТТТ был сформирован в Бадахшане Махди Арсаланом, настоящее имя Мухаммад Шарипов, гражданином Таджикистана и бывшим бойцом «Джамаата Ансаруллах», с целью создания в Таджикистане Исламского эмирата, аналогичного афганскому. Таджикское движение «Талибан» в основном состоит из таджиков из Афганистана, которые раньше входили в основной состав деобандийской террористической группировки «Талибан». В настоящее время она насчитывает около 250 членов. После того, как группировка объявила о своём формировании, они построили сторожевую вышку на таджикско-афганской границе, чтобы следить за действиями Таджикистана.

## Акции
После строительства сторожевой башни Таджикистан начал относиться к группе серьёзно. Группировка нарисовала аэрозолем «Махди Арсалан» в Бадахшане, Афганистан, крупным шрифтом, который был виден из соседней Горно-Бадахшанской области Таджикистана. Таджикские члены и сторонники движения «Талибан», все из которых являются гражданами Таджикистана, демонстративно прошли вдоль афганской стороны реки Пяндж, разделяющей Таджикистан и Афганистан. Сообщалось, что они почти каждый день приходили на свою сторожевую башню и выкрикивали угрозы через громкоговоритель, оскорбляя власти Таджикистана. Напряжённость в отношениях между афганскими талибами и Таджикистаном уже была высокой из-за того, что Таджикистан поддерживал Северный альянс и ФНСА, и власти Таджикистана заявили, что разрешение Талибам оставаться активными и угрожать Таджикистану усиливает недоверие и заставляет их чувствовать угрозу, хотя представитель Талибов Забихулла Муджахид заявил в своей речи, что из Афганистана не будет никаких угроз соседним странам, и что это был случай злоупотребления военачальником своей властью, и он призвал правительство Таджикистана сотрудничать с ними в решении этой проблемы.